# GDES
Em criptografia, o Generalized DES Scheme (GDES ou G-DES) é uma variante do DES desenvolvido para aumentar a velocidade do processo criptográfico enquanto aumenta a segurança. O modelo foi proposto por Ingrid Schaumuller-Bichl em 1981.